# Escut de Begues
L'escut oficial de Begues té el següent blasonament:
Escut caironat partit: 1r d'argent amb un marc de sable i 2n de gules amb un marc de sable; ressaltant sobre la partició, un arbre de sinople. Per timbre, una corona de vila.

## Disseny
La composició de l'escut està formada sobre un fons en forma de quadrat recolzat sobre un dels seus vèrtexs, anomenat escut caironat, segons la configuració difosa a Catalunya i d'altres indrets de l'antiga Corona d'Aragó i adoptada per l'administració a les seves especificacions per al disseny oficial dels municipis dels ens locals. És un escut dividit en dues particions, la primera és de color blanc o gris clar (argent), i la segona, de color vermell (gules). Cada partició conté un marc de color negre (sable). A sobre d'aquestes particions (ressaltant sobre la partició) hi ha un arbre de color verd (sinople).
L'escut està acompanyat a la part superior d'un timbre en forma de corona mural, que és l'adoptada pel Departament de Governació d'Administracions Locals de la Generalitat de Catalunya per timbrar genèricament els escuts dels municipis. En aquest cas, es tracta d'una corona mural de vila, que bàsicament és un llenç de muralla groc (or) amb portes i finestres de color negre (tancat de sable), amb vuit torres merletades, de les quals se'n veuen cinc.

## Història

L'escut tradicional, amb la figura de l'arbre

El senyal de l'arbre és el propi i tradicional del municipi, mentre que els dos marcs fan al·lusió a la família dels Marc, barons d'Eramprunyà, que foren els qui van tenir jurisdicció sobre la vila. El camper partit d'argent i de gules simbolitza el Garraf blanc –anomenat així pels seus sòls calcaris– i el Garraf vermell –pels gresos silícics i els conglomerats–, els paisatges que conformen el massís, juntament amb el Garraf negre, representat pel sable dels marcs.
L'escut va ser aprovat el 17 de novembre del 2014 i publicat al DOGC el 28 del mateix mes amb el número 6760.